# 林の限界線
林の限界線（はやしのげんかいせん、Hayashi limit）は、一定の質量の恒星に対する最大半径の制約である。ちょうど静水圧平衡にある（重力による内向きの力が外向きの放射圧と釣り合っている）恒星は、林の限界線で定義された半径を超えることはできない。恒星の進化に重要な示唆を与える。日本の天文学者である林忠四郎の名前に因んで名付けられた。
ヘルツシュプルング・ラッセル図上で、林の限界線は、約3,500Kでほぼ垂直の直線となっている。低い温度の恒星は常に完全な対流平衡にあり、完全な対流平衡にある恒星の恒星構造モデルでは、恒星が平衡に達するこの線の右側については解は与えられない。そのため、恒星は常にこの線の左側に留まるように収縮し、この線の右側は「忘れられた領域」になる。しかし林の限界線にも、崩壊しつつある原始星や恒星磁場が恒星内部のエネルギー対流を阻害している場合等の例外はある。
赤色巨星は、ヘリウムの核融合を支えるために外層が大きく拡張した恒星である。これにより、ヘルツシュプルング・ラッセル図上で右上方向に移動するが、林の限界線による一定の半径を超えることはない。